# Velada
Velada község Spanyolországban, Toledo tartományban. Velada Arenas de San Pedro, Montesclaros, Parrillas, Mejorada, Talavera de la Reina, Calera y Chozas, Oropesa és Torralba de Oropesa községekkel határos. Lakosainak száma 2907 fő (2024).

## Népesség
A település népessége az utóbbi években az alábbiak szerint változott:
| Lakosok száma | 2399 | 2432 | 2678 | 2765 | 2860 | 2899 | 2859 | 2910 | 2865 | 2907 |
|               | 2001 | 2004 | 2007 | 2009 | 2012 | 2014 | 2017 | 2019 | 2022 | 2024 |